# 巫山镇
巫山镇，是中华人民共和国重庆市开州区下辖的一个乡镇级行政单位。 地處開州區西南角，東與嶽溪鎮、鐵橋鎮接壤，南與五通鄉、萬州區彈子鎮為鄰，西與開江縣拔妙鄉比鄰，北與開江縣講治鎮相連。區域總面積117平方千米。

## 行政区划
巫山镇下辖以下地区：
紫荆社区、中兴场社区、冠宝村、盘龙村、高岩村、黄栗村、巫山村、中桥村、太和村、新沙村、河龙村、清明村和水口村。